# Marissa Jaret Winokur

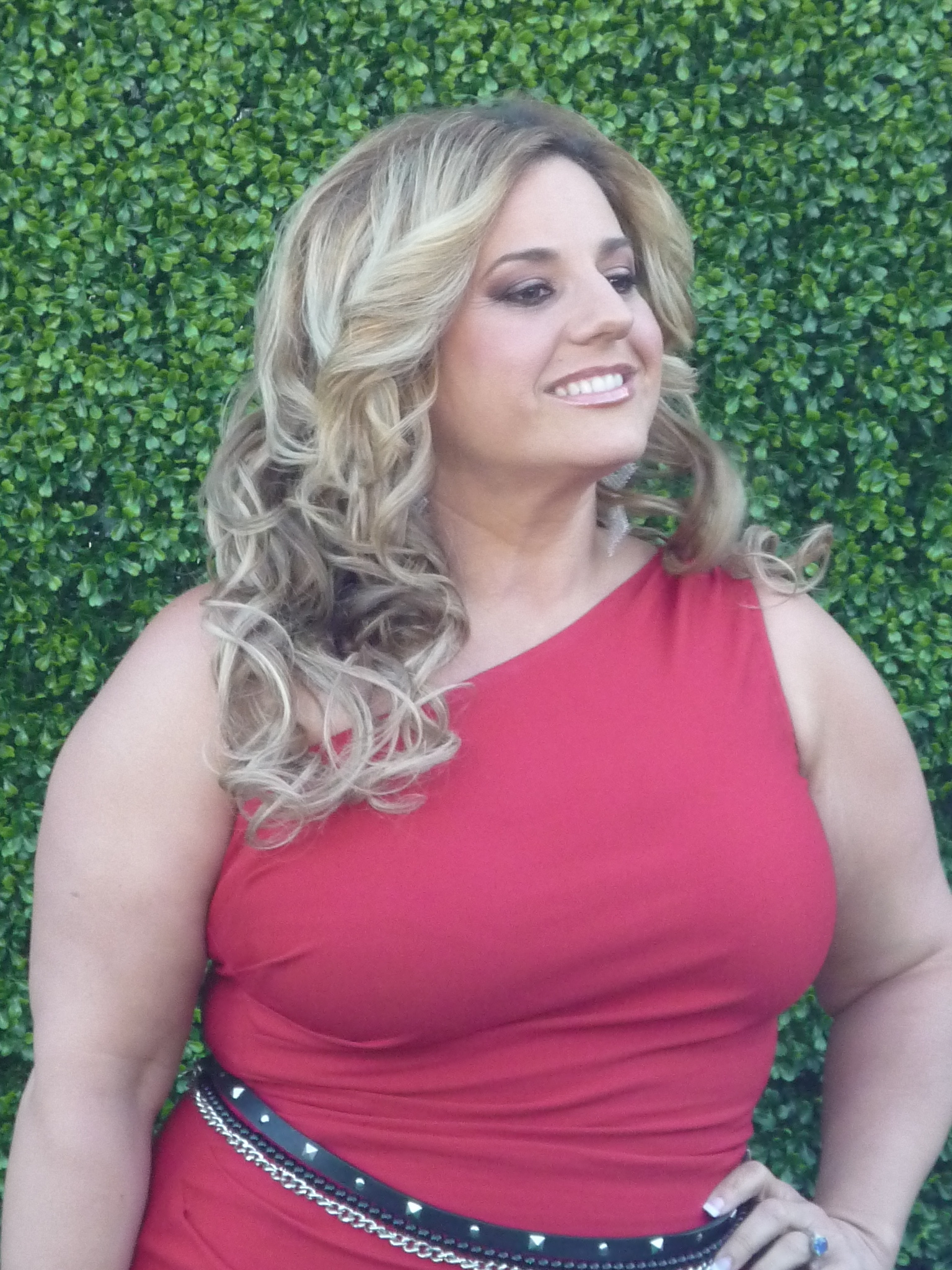
Marissa Jaret Winokur (2010)

Marissa Jaret Winokur (* 2. Februar 1973 in New York City) ist eine US-amerikanische Filmschauspielerin und Musicaldarstellerin.

## Leben
Marissa Jaret Winokur wurde bis 1993 an der American Musical and Dramatic Academy ausgebildet. 2002/2003 gehörte sie als „Tracy Turnblad“ zur Originalbesetzung des Broadway-Musicals Hairspray. Für diese Rolle wurde sie mit einem Tony Award und dem Theatre World Award ausgezeichnet. Sie spielte in Fernsehserien und Filmen eine Reihe von überwiegend humoristischen Nebenrollen.
2008 nahm sie bei Dancing with the Stars teil, wo sie es bis zum Halbfinale schaffte.
2018 war sie Gewinnerin der ersten Staffel der US-Version von Celebrity Big Brother.

## Film und Fernsehen (Auswahl)
- 1999: Tötet Mrs. Tingle! (Teaching Mrs. Tingle)
- 1999–2000: Dharma & Greg (Fernsehserie, 2 Folgen)
- 2000: Scary Movie
- 2000: Moesha (Fernsehserie, 2 Folgen)
- 2003: Beautiful Girl – Schwer in Ordnung (Beautiful Girl)
- 2005: Ein Mann für eine Saison (Fever Pitch)
- 2005–2006: Pamela Anderson in: Stacked (Stacked, Fernsehserie, 19 Folgen)
- 2007: Shrek – Oh du Shrekliche (Shrek the Halls, Stimme)
- 2007: King of the Hill (Fernsehserie, Stimme, 4 Folgen)
- 2008: Dancing with the Stars (Fernsehsendung, 9 Folgen)
- 2009: Dance Your Ass Off (Fernsehsendung, Moderation, 11 Folgen)
- 2012: Retired at 35 (Fernsehserie, 10 Folgen)
- 2014–2015: Playing House (Fernsehserie, 5 Folgen)
- 2017: Hüftgold – eine zuckersüße Liebesgeschichte (Muffin Top: A Love Story)
- 2018: Magische Weihnachten (A Very Nutty Christmas)
- 2018–2019: Crashing (Fernsehserie, 2 Folgen)
- 2018–2019: A Million Little Things (Fernsehserie, 2 Folgen)
- 2019: Trouble (Stimme)
- 2020: Divos!
- 2020: Feel the Beat